# Strephonota trebonia
Espèce
Strephonota  trebonia est un papillon de la famille des Lycaenidae, de la sous-famille des Theclinae et du genre Strephonota.

## Dénomination
Strephonota  trebonia a été décrit par William Chapman Hewitson en 1870 sous le nom de Thecla  trebonia.

## Description
Strephonota  trebonia est un petit papillon aux antennes et aux pattes annelées de blanc et de marron, avec une longue fine queue et une très courte à chaque aile postérieure.
Le dessus est de couleur bleu largement bordé de marron.
Le revers est ocre beige avec aux ailes postérieures une ligne blanche postdiscale et deux petits ocelles, un rouge entre les deux queues et un marron en position anale.

## Écologie et distribution
Strephonota trebonia est présent en Équateur, au Pérou,.

### Protection
Pas de statut de protection particulier.